# Eupelmus dysoplias
Eupelmus dysoplias är en stekelart som beskrevs av Perkins 1910. Eupelmus dysoplias ingår i släktet Eupelmus och familjen hoppglanssteklar. Inga underarter finns listade i Catalogue of Life.